# Třída Cochrane
Třída Almirante Cochrane byla třída bateriových obrněných lodí chilského námořnictva. Dvě jednotky této třídy byly postaveny ve Velké Británii. Ve službě byly v letech 1874–1908. Jedna byla potopena za chilské občanské války a druhá vyřazena.

## Pozadí vzniku
Chile objednalo stavbu dvou jednotek této třídy u britské loděnice Earle v Hullu. Plavidla navrhl britský konstruktér Sir Edward Reed. Do služby byly přijaty v letech 1874–1875.
Jednotky třídy Almirante Lynch:
| Jméno              | Založení kýlu | Spuštěna       | Dodání        | Poznámky                                                                                         |
| ------------------ | ------------- | -------------- | ------------- | ------------------------------------------------------------------------------------------------ |
| Almirante Cochrane | 1872          | 23. ledna 1874 | prosinec 1874 | Od roku 1900 cvičná loď. Roku 1908 vyřazena a využívána jako hulk. Vyškrtnuta 1933, sešrotována. |
| Valparaiso         | 1873          | 8. května 1875 | 1875          | Od září 1876 Blanco Encalada. Dne 23. dubna 1891 potopena.                                       |

## Konstrukce

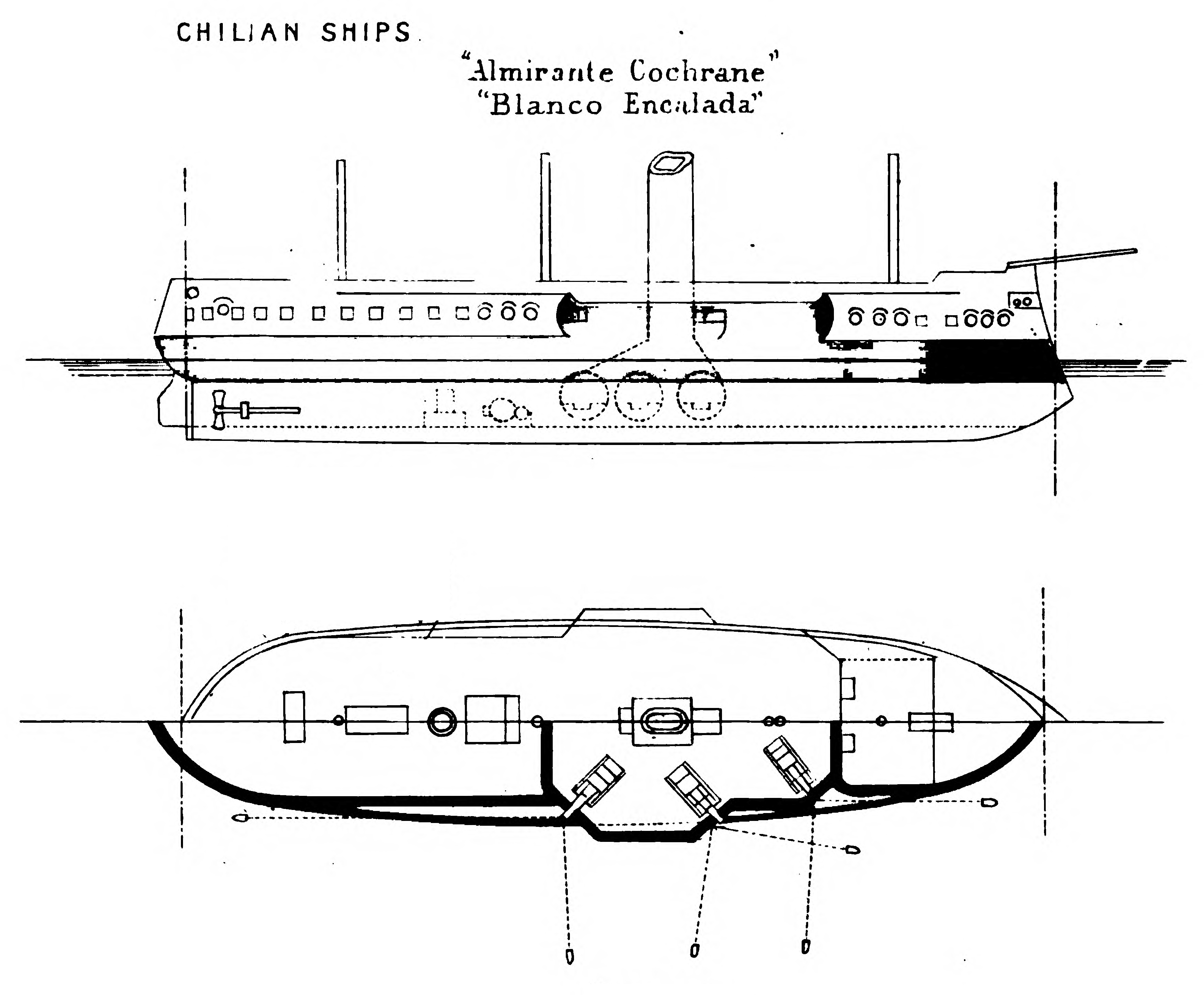
Základní uspořádání třídy

Plavidla měla ocelový trup a třístěžňové barkové oplachtění. Boky kryl železný pancíř silný 229 mm. Hlavní výzbroj byla soustředěna do baterie chráněné 203–152mm pancířem. Výzbroj tvořilo šest 229mm kanónů, jeden 120mm kanón, jeden 66mm kanón a jeden 63mm kanón. Pohonný systém tvořilo šest kotlů a dva parní stroje o výkonu 2920 ihp, pohánějící dva lodní šrouby. Nejvyšší rychlost dosahovala 12,75 uzlu.

### Modifikace
V letech 1885–1886 byla bitevní loď Blanco Encalada modernizována loděnicí Armstrong. Novou výzbroj tvořilo šest 203mm kanónů Armstrong a čtyři 82mm kanóny.
Roku 1889 byla Almirante Cochrane modernizována loděnicí Earle. Novou výzbroj tvořilo šest 203mm kanónů Armstrong, tři 57mm kanóny Hotchkiss, šest 37mm kanónů Hotchkiss a tři 356mm torpédomety. Nový pohonný systém tvořilo šest cylindrických kotlů a dva parní stroje o výkonu 4300hp. Nejvyšší rychlost dosahovala 13,6 uzlu.
V letech 1897–1900 byla Almirante Cochrane přestavěna na cvičnou loď. Dva ze tří stěžňů byly odstraněny a obměněna byla dělostřelecká výzbroj.

## Služba

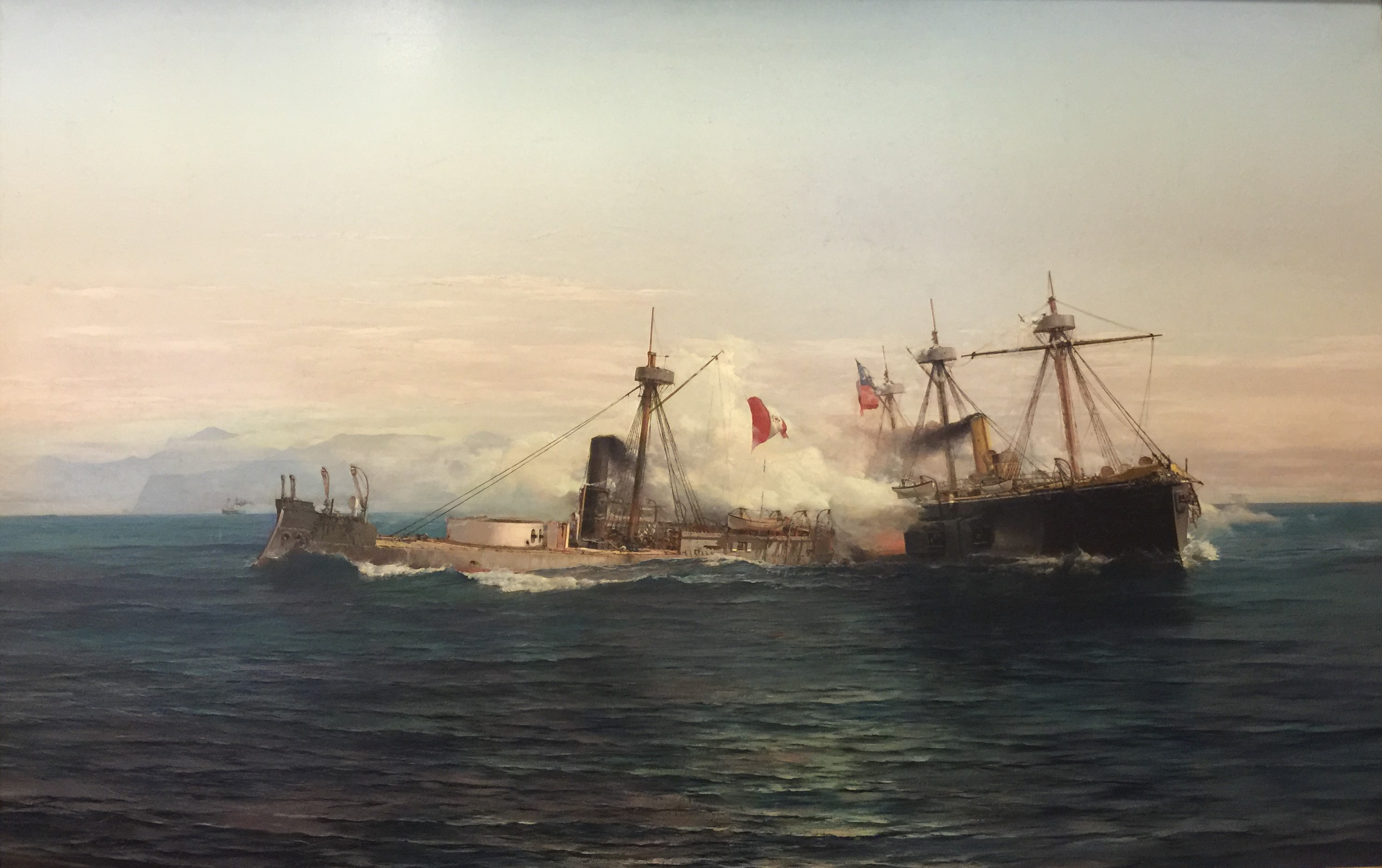
Střet bitevní lodě Blanco Encalada s peruánským monitorem Huáscar v bitvě u Angamosu

Obě plavidla byla nasazena v druhé tichomořské válce proti Peru a Bolívii. Dne 8. října 1879 v námořní bitvě u Angamosu porazily chilskou eskadru a zajaly nejsilnější jednotku chilského námořnictva Huáscar.
Když roku 1891 vypukla chilská občanská válka, obrněnce třídy Almirante Cochrane se do ní zapojily na straně sil věrných Kongresu, který se vzbouřil proti prezidentu José Manuelu Balmacedovi. Dne 23. dubna 1891 byla Blanco Encalada potopena torpédy proprezidentských dělových člunů třídy Almirante Lynch. Byl to historicky první úspěšný torpédový útok proti bitevní lodi.